# Caballo serrano

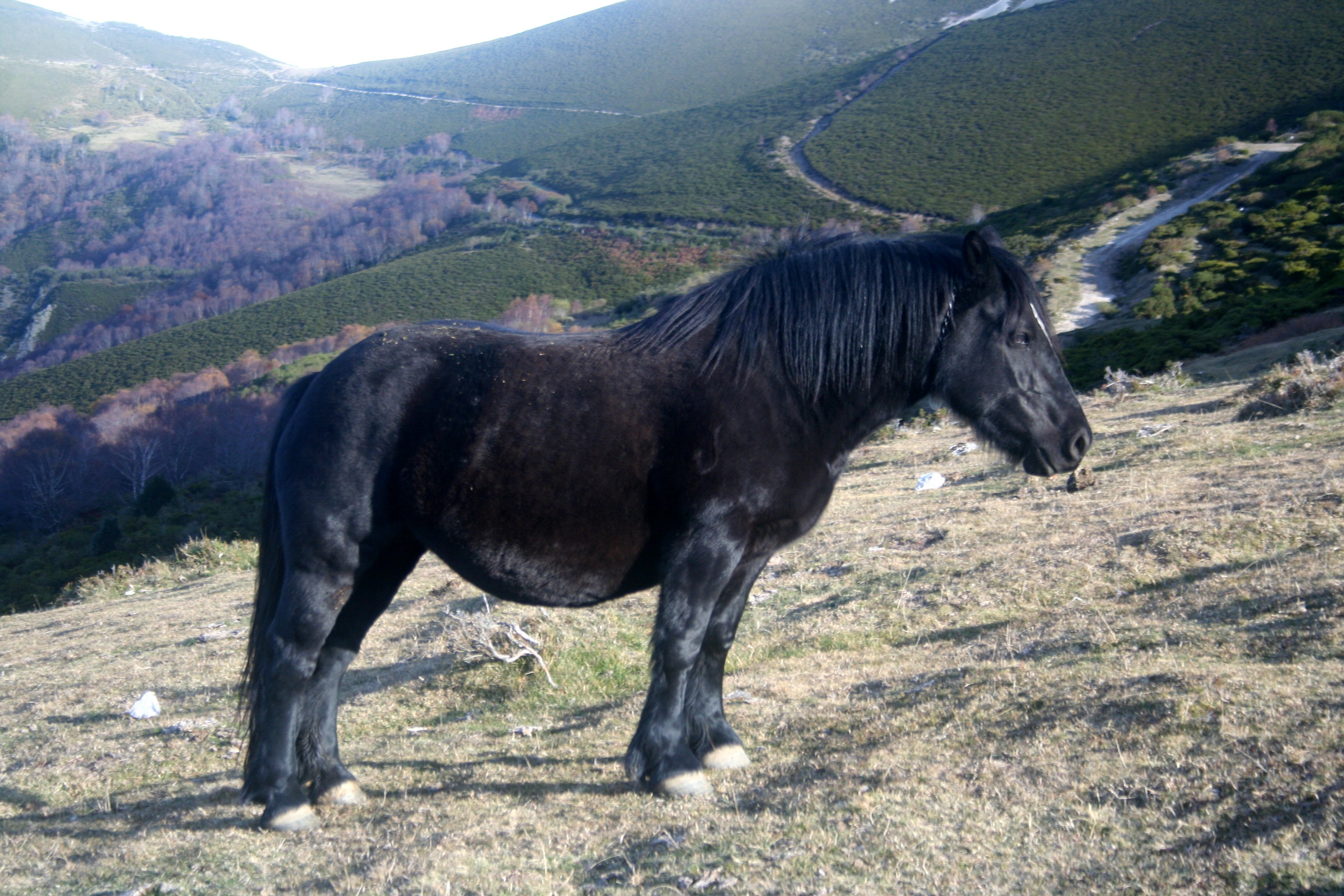
Ejemplar de asturcón.

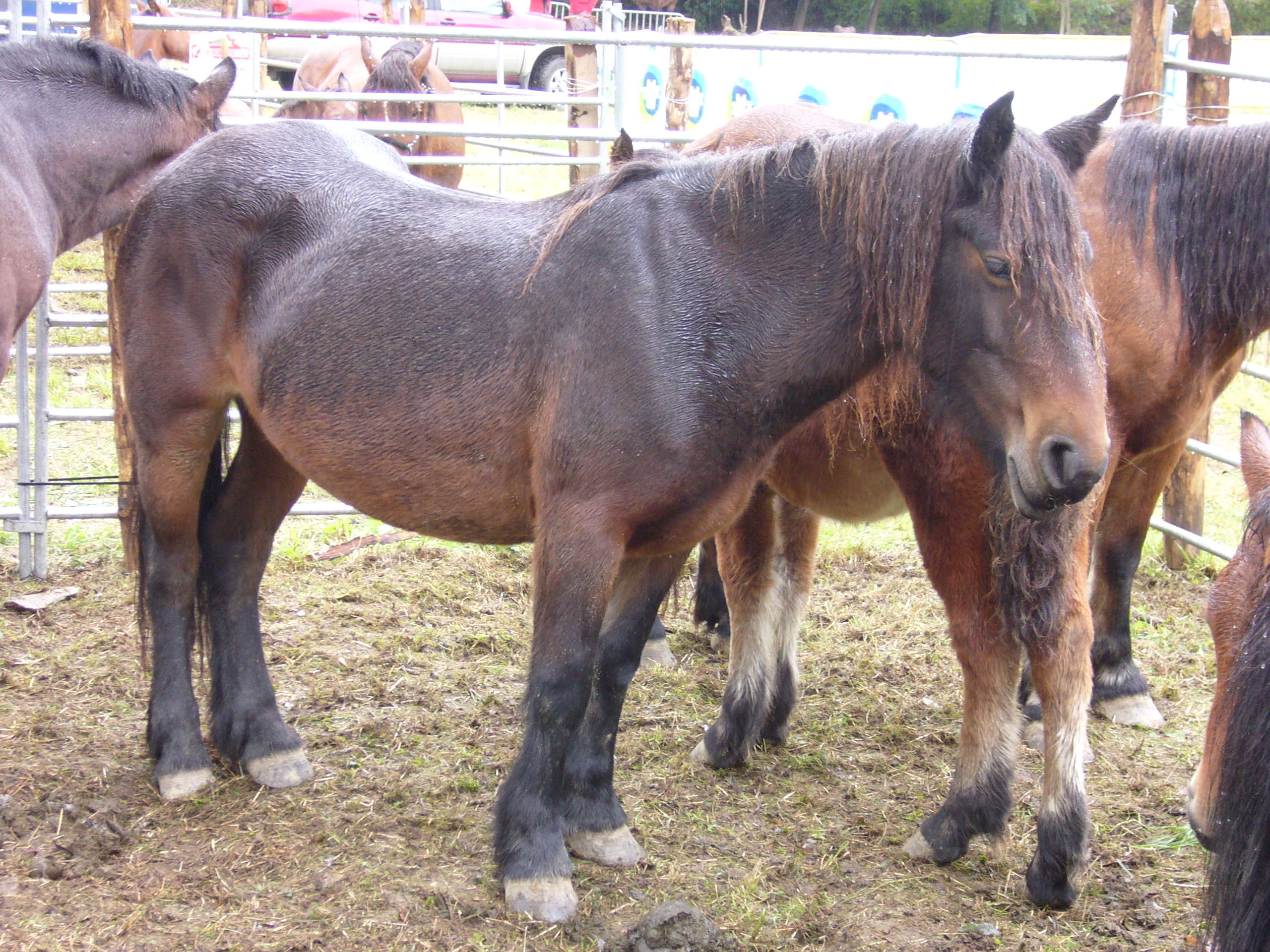
Ejemplares de jaca navarra.

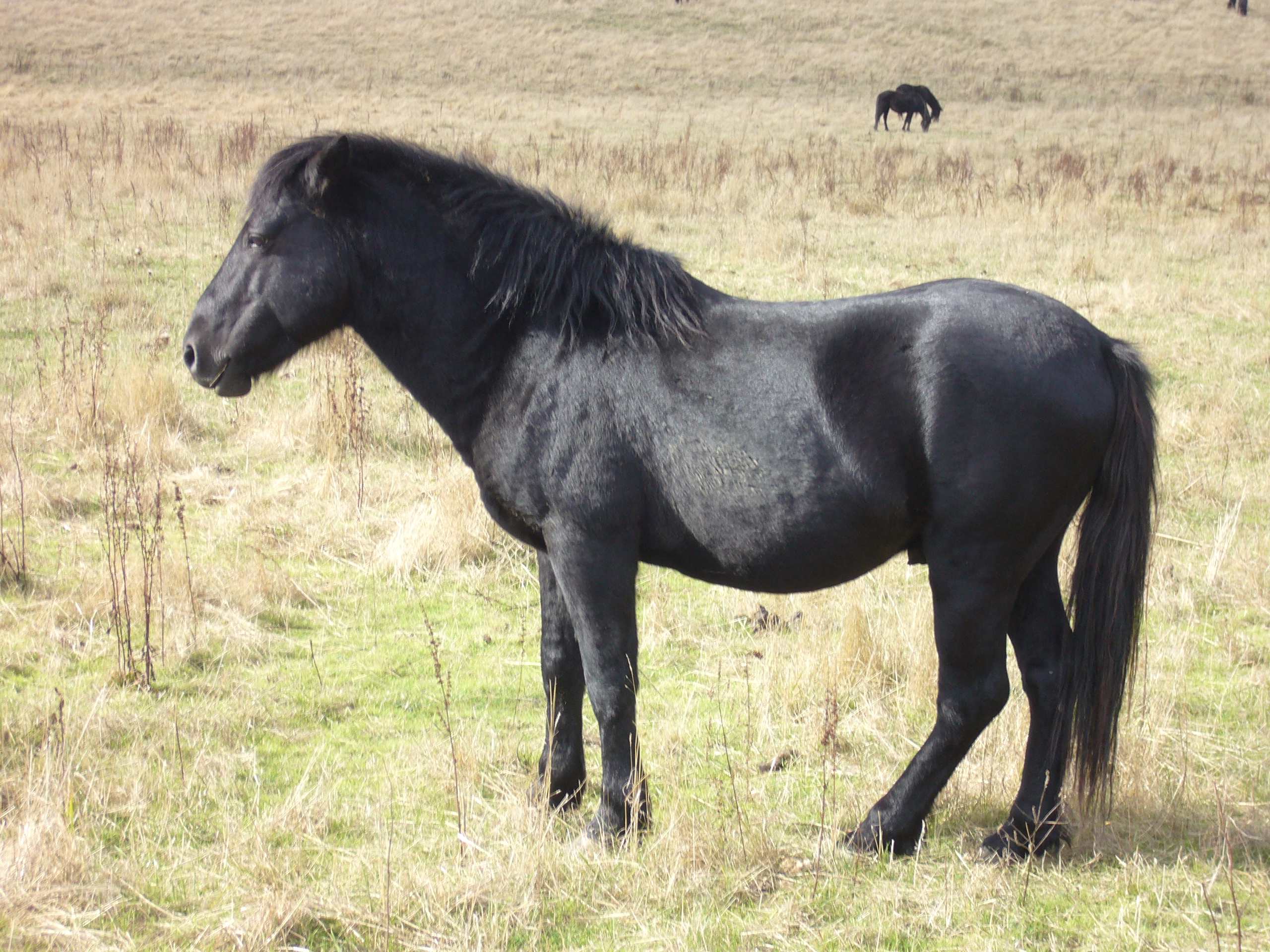
Ejemplar de losino.

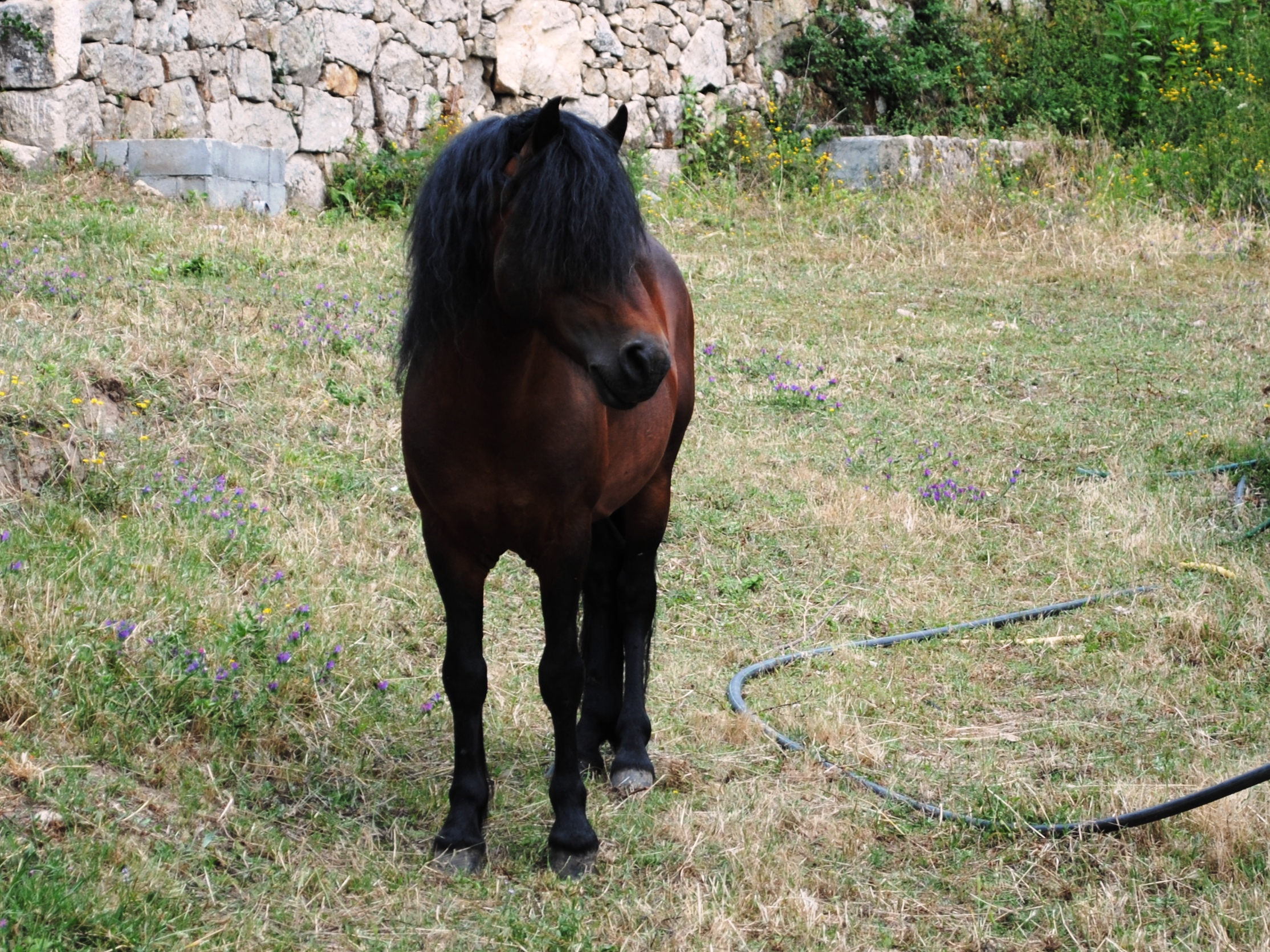
Ejemplar de gallego.

Se denomina caballo serrano o caballo de las sierras a un grupo de razas equinas autóctonas de España, que conforman uno de los tres ecotipos de caballo ibérico.
Hasta principios del siglo XX, casi todas las serranías españolas contaban con una variedad propia de caballo autóctono, que han desaparecido en su mayoría. A este grupo pertenecen las razas asturcón, gallego, losino, pottoka, serranillo o la jaca navarra, entre otras. También formaron parte del mismo otras razas desaparecidas, como las jacas chirrinas, cordobesas, extremeñas, onubenses, las de Sierra Morena, vallisoletanas, sorianas, rondeñas, catalanas o mallorquinas, entre otras muchas.
Se trata de animales de pequeño tamaño, con una alzada de 130-140 cm, de perfil frontal recto, extremidades aplomadas, crin y cola pobladas, y la capa es generalmente castaña, aunque también existen la alazana, la baya, la negra y la torda, principalmente. Estudios genéticos han demostrado la relación entre estas razas, descendientes del tronco tarpánico y encuadradas en un subgrupo de tipo ponis ligeros que descienden del equus gmelini, incluyendo otras razas ibéricas como sorraia y garrano.
Algunas de las razas de este grupo que aún perviven están incluidas en el Catálogo Oficial de Razas de Ganado de España del Ministerio de Agricultura, Pesca y Alimentación, por lo que tienen reconocimiento oficial, otras están extintas, y otras se encuentran en proceso de recuperación.

## Distribución de razas
En Andalucía estuvo presente en todas sus provincias: en Córdoba se denominaban jacas cordobesas, en Jaén eran chirrinas, en Granada se los conocía como alpujarreños, mientras que en Málaga se encontraban los más afamados, conocidos como caballos o jacas rondeñas. En el caso de Huelva, es posible que pervivan en el caballo de las retuertas.
En Castilla y León aún existen varias razas de caballo serrano. A la zona astur-leonesa pertenece el asturcón, entre Burgos y Palencia se localiza el caballo losino, y en la Sierra de Guadarrama, que dentro de la comunidad discurre por Ávila y  Segovia, aún pervive el caballo serranillo. También existieron la jaca vallisoletana o la jaca soriana, esta última muy similar a la raza losina.
En Castilla-La Mancha, las provincias de Cuenca, Guadalajara y Toledo poseían un caballo del mismo estilo, cruzado con el caballo andaluz. En la comunidad se ha introducido en el siglo XXI de nuevo el caballo serrano, a través de un proyecto europeo liderado por la Fundación Española para la Renaturalización, que pretende repoblar la zona del Alto Tajo con este animal, y ayudar a la regeneración de bosques afectados por incendios.
En la Comunidad de Madrid, se encuentra el caballo serranillo, en el Valle del Lozoya, reconocido en 2011 por la Asamblea de Madrid como raza autóctona, con el propósito de recuperarla; también pervive en la zona de San Lorenzo de El Escorial otro caballo de capa ruana.
En la zona norte se encuentran el caballo de pura raza gallega (Galicia), el asturcón (Asturias), el pottoka (País Vasco) o la jaca navarra, también llamada jaca pamplonesa. También hubo jacas o caballos serranos en Aragón, Cataluña, en la zona del Levante y en Extremadura. Además, también comparten la misma fisionomía otros equinos españoles como el caballo de monte del País Vasco o el caballo burguete, aunque este último es el resultado del cruce de jaca navarra con otras razas extranjeras.